# Bathycalanus princeps
Bathycalanus princeps är en kräftdjursart som först beskrevs av Brady 1883.  Bathycalanus princeps ingår i släktet Bathycalanus och familjen Megacalanidae. Inga underarter finns listade i Catalogue of Life.